# 7229 Tonimoore
7229 Tonimoore eller 1985 RV är en asteroid i huvudbältet som upptäcktes den 12 september 1985 av Spacewatch vid Kitt Peak-observatoriet. Den är uppkallad efter Toni L. Moore.
Asteroiden har en diameter på ungefär 5 kilometer.